# Gallagher
Leo Anthony Gallagher Jr. (Fort Bragg, Carolina del Norte, 24 de julio de 1946-Palm Springs, California, 11 de noviembre de 2022), conocido como Gallagher, fue un comediante y humorista estadounidense, conocido por romper sandías como parte de su actuación.

## Primeros años
Gallagher nació en Fort Bragg, Carolina del Norte , de una familia de herencia irlandesa y croata.  Hasta la edad de nueve años, vivió en Lorain, Ohio , pero debido a su asma, la familia se mudó a South Tampa, Florida , donde asistió a la escuela secundaria HB Plant .  Luego de graduarse de la University of South Florida con un título en ingeniería química en 1970. Se especializó en la literatura Inglesa , la cual utiliza a menudo en sus obras de teatro para burlarse de la lengua.

## Carrera
Después de la universidad, Gallagher comenzó a trabajar como el asistente del cómico / músico Jim Stafford .  Stafford y Gallagher viajaron a California en 1969, tiempo durante el cual Gallagher decidió presentarse.  Comenzó a perfeccionar su propio acto de comedia mientras frecuentaba The Comedy Store y The Ice House .  Se le negó repetidamente la aparición en The Tonight Show en los años 70 y 80, ya que a Johnny Carson no le gustaba la comedia de objetos.  Sin embargo, algunos miembros del personal del programa le gustaba, y Gallagher eventualmente se presentó en el programa cuando Carson era sustituido por otros presentadores.  Gallagher apareció por primera vez en The Tonight Show el 5 de diciembre de 1975, cuando demostró su apoyo, "The Tonight Show Home Game", y Carson notó que era su primera aparición.  Gallagher apareció de nuevo en The Tonight Show el 9 de mayo de 1979, un programa presentado por Carson. 
Gallagher fue uno de los cómicos estadounidenses más populares y reconocibles durante la década de 1980. Hizo catorce especiales de comedia para Showtime que se han retransmitido en numerosas ocasiones, especialmente en Comedy Central . 
Se presentó a gobernador (como independiente) en la elección de destitución de California en 2003, Gallagher terminó en el puesto 16 entre 135 candidatos con 5,466 votos.

### Conflicto con su hermano
A principios de la década de 1990, el hermano menor de Gallagher, Ron, le pidió permiso para realizar espectáculos utilizando la rutina Sledge-O-Matic de la marca registrada de Gallagher.  Gallagher otorgó su permiso con la condición de que Ron, quien compartía una fuerte similitud con Leo, y su gerente aclararon en los materiales promocionales que era Ron Gallagher, no Leo Gallagher, quien estaba actuando.  Ron normalmente se presentaba en lugares más pequeños que los de Leo Gallagher.  Después de varios años, Ron comenzó a promover su actuación como Gallagher Too o Gallagher Two.  En algunos casos, el acto de Ron se promovió de una manera que no dejó claro el hecho de que él no era el Gallagher original.
Gallagher respondió inicialmente solicitando solo que su hermano no usara la rutina Sledge-O-Matic.  Sin embargo, Ron continuó recorriendo como Gallagher también usando la rutina.  En agosto de 2000, Gallagher demandó a su hermano por violaciones de marcas y publicidad falsa.  Los tribunales finalmente se pusieron del lado de él, y se otorgó una orden judicial que prohibía a Ron realizar cualquier acto que suplantara a su hermano en clubes y lugares pequeños.  Esta orden también prohibió que Ron se pareciera intencionalmente a Leo.

### Estilo de comedia
El sketch característico de Gallagher es un lanzamiento para el "Sledge-O-Matic", un gran mazo de madera que usa para romper una variedad de alimentos y otros objetos, que culmina con una sandía .  También cuenta con una variedad de accesorios, incluido un gran trampolín diseñado para parecerse a un sofá.
Si bien el acto Sledge-O-Matic es un ejemplo de objetos física, el acto en sí (e incluso su nombre) es una parodia de los anuncios de Ronco Veg-O-Matic , un aparato de cocina que fue muy publicitado en la televisión estadounidense. A mediados de la década de 1960 hasta la década de 1970.Gallagher también usaba juegos de palabras en su acto, señalando las excentricidades del idioma inglés.     
En julio de 1999 hizo un espectáculo en Cerritos, California, en el que utilizó estereotipos que se consideraban ofensivos para los mexicanos.  En enero de 2011, Gallagher abandonó el podcast WTF del comediante Marc Maron cuando Maron continuó preguntándole a Gallagher sobre las bromas después de que Gallagher respondiera que, en un programa de dos a tres horas, solo eran cinco bromas que tenía. Oído en la calle.  En una entrevista posterior que abordó el incidente, Gallagher acusó a Maron de "tomar el otro lado de todo".
En julio de 2012, Gallagher apareció en un comercial de televisión para GEICO Insurance, repitiendo su bit Sledge-O-Matic.

### Sledge-O-Matic
Aunque varía de una interpretación a otra, Gallagher generalmente terminará cada uno de sus shows con su rutina exclusiva de sledge-o-matic.  Tradicionalmente comienza con el siguiente preámbulo. 
"¡Damas y Caballeros!  No vine aquí esta noche solo para hacerte reír.  Vine aquí para venderte algo y quiero que prestes especial atención. 
La increíble corporación de herramientas maestras, una subsidiaria de fly by night industries, ¿ha confiado a quién?  ¡Yo! ¡Para mostrarte!  La herramienta de cocina más práctica y más dandy que jamás hayas visto.  ¡Y no quieres saber cómo funciona! 
Bueno primero sacas una manzana ordinaria.  Coloca la manzana entre las cacerolas patentadas.  Entonces, para alcanzar la herramienta que no es un rebanador no es un cortador, no se corta en una tolva ¿Qué demonios podría ser?  !  El trineo-o-matic! " 
Gallagher luego produciría un mazo grande, generalmente de madera, aproximadamente del tamaño de un martillo, y lo aplastaría sobre la manzana (s) lanzando trozos de productos a la audiencia.  La gente en las primeras filas suele estar preparada con lonas y impermeables, y muchos clubes de comedia también han tomado grandes medidas para cubrir y proteger a su club con lonas y láminas de plástico. 

### Lesiones de la audiencia

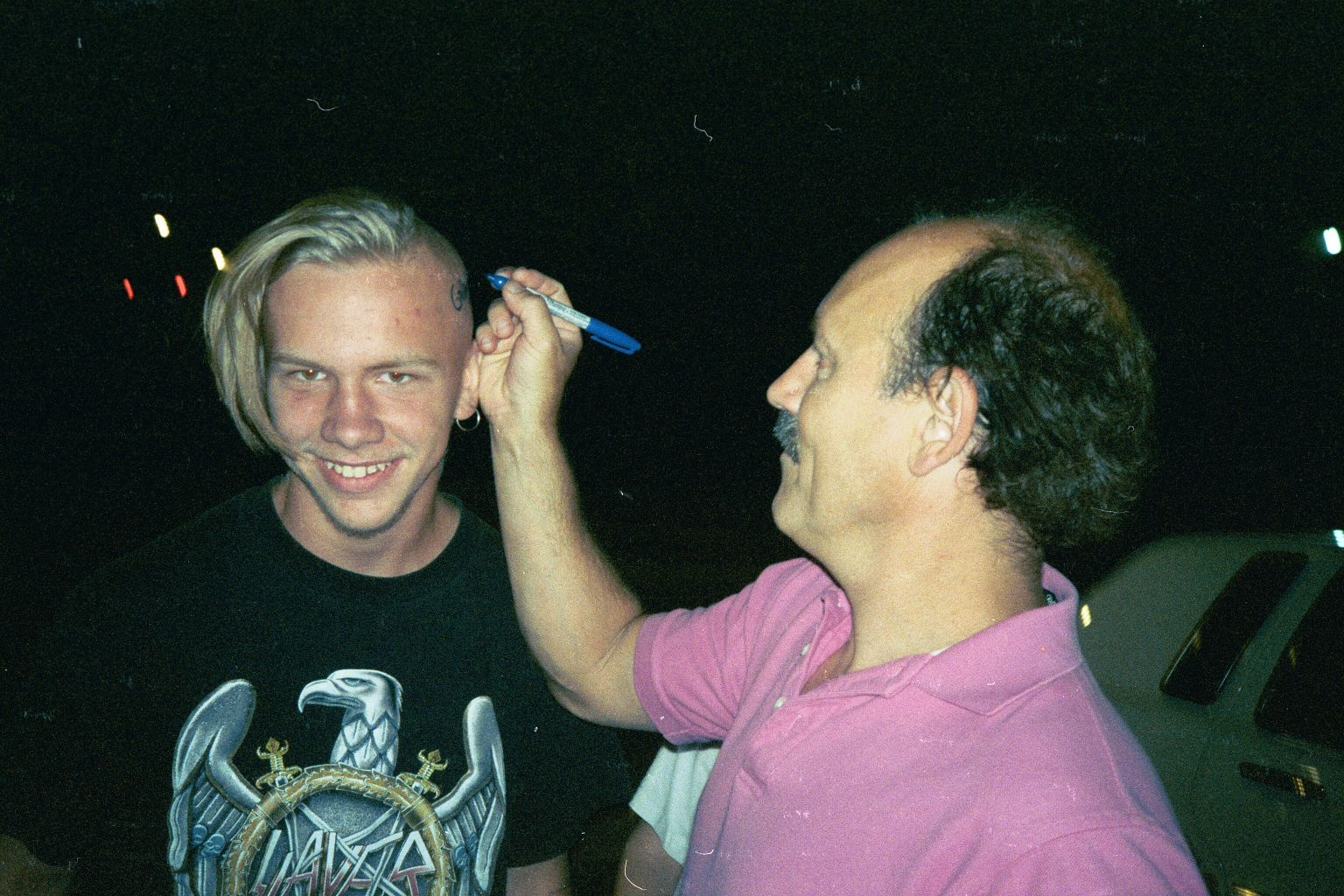
Gallagher firma cabeza de un fan

Dada la naturaleza descuidada y desordenada de sus shows, Gallagher ha tenido algunas lesiones notables sufridas por los fanes que asistieron. 
En una exhibición en la Casa del entrenador en San Juan Capistrano el 29 de septiembre de 1990, una mujer llamada Robin Vann estaba en la audiencia y se golpeó en la cabeza con un pingüino de peluche pesado que tenía un extintor de incendios en su interior.  Más tarde demandó al comediante por 13000 dólares en facturas médicas,  20000 dólares  en salarios perdidos y daños punitivos que supuestamente superaron los 100000 dólares.  El caso fue a juicio en 1993 y el jurado finalmente se puso del lado de Gallagher después de un escandaloso juicio en el que el propio Gallagher tomó el estrado y, según se informa, había hecho tantas risas como lo haría durante uno de sus shows.  El juez presidente William Froeberg diría más tarde "... en siete años en el juzgado, he visto muchos personajes, pero ninguno tan teatral. Fue entretenido.  Ciertamente no fue aburrido ".
En una exhibición en la Feria del Condado de Washington el 8 de julio de 2010, una mujer corrió al escenario, se deslizó sobre los escombros y fue llevada al hospital por sus lesiones.

## Legado
En 2004, Comedy Central calificó a Gallagher como el top 100 de los mejores comediante de stand-up de todos los tiempos.  A Gallagher no le gustó que lo calificasen tan bajo, y le dijo a The Oregonian : "Miré a las otras personas y estaba tratando de encontrar a alguien de quien haya oído hablar.  ¿Cómo podría estar detrás de personas de las que nunca había oído hablar?....Hice 13 shows de una hora para Showtime, que están disponibles en video.  Inventé el show de un solo hombre en cable ".     

## Vida personal
Gallagher perdió casi toda su fortuna en la especulación del mercado de valores que salió mal, y bromea diciendo que actualmente está "sin blanca".  Sin embargo, su gerente cuestiona esto como un poco de exageración cómica, y agrega: "Todos queremos tener la misma blanca que Leo".
Durante una actuación el 10 de marzo de 2011, en Rochester , Minnesota , Gallagher se desplomó en el escenario, agarrando su pecho.  Fue llevado al Hospital Saint Marys , donde se determinó que había sufrido un ataque cardíaco leve.
Un año después, el 14 de marzo de 2012, justo antes de una presentación en Lewisville , Texas , Gallagher comenzó a experimentar intensos dolores en el pecho.  El gerente de Gallagher dijo que el cómico sufrió un ataque cardíaco "leve a grave" y fue ingresado en el hospital en un estado de coma inducido por médicos, mientras que los médicos trataron de determinar qué estaba mal con su corazón.  Después de reemplazar dos stents coronarios , los médicos lo sacaron del coma lentamente el 18 de marzo de 2012.  Se recuperó rápidamente y comenzó a hablar con su familia.  Su gerente, Christine Sherrer, dijo que respiraba por su cuenta, se movía y contaba chistes.

## Fallecimiento
Gallagher falleció en su casa en Palm Springs, California, Estados Unidos el 11 de noviembre de 2022, su muerte fue confirmada por su ex manager Craig Marquado quién señaló que la causa de la muerte del comediante fue una falla multiorgánica  posterior a múltiples ataques cardíacos a lo largo de su vida.

## Filmografía

### Especiales de comedia
- Una tarde sin censura (1980)
- Mad as hell / two real (1981)
- Totalmente nuevo (1982)
- Eso es estúpido (1982)
- Atrapado en los años sesenta (1983)
- El más loco (1983)
- Melon Crazy (1984)
- Sobre tu cabeza (1984)
- El contable (1985)
- The Messiest (1986); contiene clips de especiales anteriores
- Por la borda (1987)
- Necesitamos un héroe (1992)
- Destrozando Cheeseheads (1997)
- Messin 'Up Texas (1998)
- Sledge-O-Matic.com (2000)
- Trópico de Gallagher (2007)[21]
- Gotham Comedy Live (2014); episodio "Gallagher" grabado el 9 de octubre en el Gotham Club en Chelsea , Manhattan , Nueva York , Nueva York

### Actuaciones
- Record City (1978)
- The Smothers Brothers Comedy Hour (serie de televisión de 1988); 1 episodio
- "Nontourage" (corto de 2010)
- El libro de Daniel (2013) como Astrólogo-Abib

### Otro
- El show de Eric Andre (2013) - Cameo

- Celebrity Big Brother 2 (2019) - Invitado, realizó la rutina Sledge-O-Matic para una competencia de poder de veto.